# Kanton Isigny-le-Buat
Der Kanton Isigny-le-Buat ist seit 1790 ein französischer Wahlkreis im Arrondissement Avranches, im Département Manche und in der Region Normandie. Sein Hauptort ist Isigny-le-Buat.

## Gemeinden
Der Kanton besteht aus 27 Gemeinden und Gemeindeteilen mit insgesamt 17.467 Einwohnern (Stand: 1. Januar 2022) auf einer Gesamtfläche von 355,31 km²:
| Gemeinde                      | Einwohner 1. Januar 2022 | Fläche km² | Dichte Einw./km² | Code INSEE | Postleitzahl |
| ----------------------------- | ------------------------ | ---------- | ---------------- | ---------- | ------------ |
| Avranches                     | 2.493                    | 6,52       | 382              | 50025      | 50300        |
| Brécey                        | 2.166                    | 20,96      | 103              | 50074      | 50370        |
| Cuves                         | 263                      | 9,69       | 27               | 50158      | 50670        |
| Isigny-le-Buat                | 3.187                    | 73,31      | 43               | 50256      | 50540        |
| Juvigny les Vallées           | 1.678                    | 57,25      | 29               | 50260      | 50520        |
| La Chaise-Baudouin            | 443                      | 12,06      | 37               | 50112      | 50370        |
| La Chapelle-Urée              | 171                      | 4,60       | 37               | 50124      | 50370        |
| La Godefroy                   | 295                      | 3,65       | 81               | 50205      | 50300        |
| Le Grand-Celland              | 595                      | 12,45      | 48               | 50217      | 50370        |
| Le Mesnil-Adelée              | 158                      | 6,82       | 23               | 50300      | 50520        |
| Le Mesnil-Gilbert             | 142                      | 7,85       | 18               | 50312      | 50670        |
| Le Petit-Celland              | 175                      | 6,57       | 27               | 50399      | 50370        |
| Les Cresnays                  | 230                      | 9,78       | 24               | 50152      | 50370        |
| Les Loges-sur-Brécey          | 117                      | 5,27       | 22               | 50275      | 50370        |
| Lingeard                      | 88                       | 3,65       | 24               | 50271      | 50670        |
| Notre-Dame-de-Livoye          | 166                      | 3,54       | 47               | 50379      | 50370        |
| Reffuveille                   | 537                      | 23,34      | 23               | 50428      | 50520        |
| Saint-Brice                   | 136                      | 2,55       | 53               | 50451      | 50300        |
| Saint-Georges-de-Livoye       | 205                      | 5,53       | 37               | 50472      | 50370        |
| Saint-Jean-du-Corail-des-Bois | 75                       | 3,63       | 21               | 50495      | 50370        |
| Saint-Laurent-de-Cuves        | 499                      | 14,80      | 34               | 50499      | 50670        |
| Saint-Loup                    | 678                      | 6,45       | 105              | 50505      | 50300        |
| Saint-Michel-de-Montjoie      | 344                      | 14,46      | 24               | 50525      | 50670        |
| Saint-Nicolas-des-Bois        | 92                       | 3,57       | 26               | 50529      | 50370        |
| Saint-Senier-sous-Avranches   | 1.426                    | 8,62       | 165              | 50554      | 50300        |
| Tirepied-sur-Sée              | 953                      | 22,55      | 42               | 50597      | 50870        |
| Vernix                        | 155                      | 5,84       | 27               | 50628      | 50370        |
| Kanton Isigny-le-Buat         | 17.467                   | 355,31     | 49               | 5015       | –            |

1. ↑   Nur die Fläche der ehemaligen Gemeinde Saint-Martin-des-Champs, der Rest gehört zum Kanton Avranches.

Bis zur landesweiten Neuordnung der Kantone 2015 bestand der Kanton Isigny-le-Buat aus der Gemeinde Isigny-le-Buat. Sein Zuschnitt entsprach einer Fläche von 73,31 km2. 
Die ursprünglich elf Gemeinden im Kanton wurden 1973 zu einer Gemeinde zusammengefasst, der Kanton blieb dabei unverändert.

## Veränderungen im Gemeindebestand seit der landesweiten Neuordnung der Kantone
2019: 
- Fusion Avranches (Kanton Avranches) und Saint-Martin-des-Champs → Avranches
- Fusion La Gohannière und Tirepied → Tirepied-sur-Sée

2017: 
- Fusion Bellefontaine, Chasseguey, Chérencé-le-Roussel, Juvigny-le-Tertre, La Bazoge, Le Mesnil-Rainfray und Le Mesnil-Tôve → Juvigny les Vallées

2016: 
- Fusion Braffais, Plomb (Kanton Avranches) und Sainte-Pience (Kanton Bréhal) → Le Parc

## Bevölkerungsentwicklung
| 1962  | 1968  | 1975  | 1982  | 1990  | 1999  | 2006  | 2012  |
| ----- | ----- | ----- | ----- | ----- | ----- | ----- | ----- |
| 3.850 | 3.537 | 3.150 | 3.147 | 3.207 | 3.050 | 3.180 | 3.306 |